# Esi Edugyan

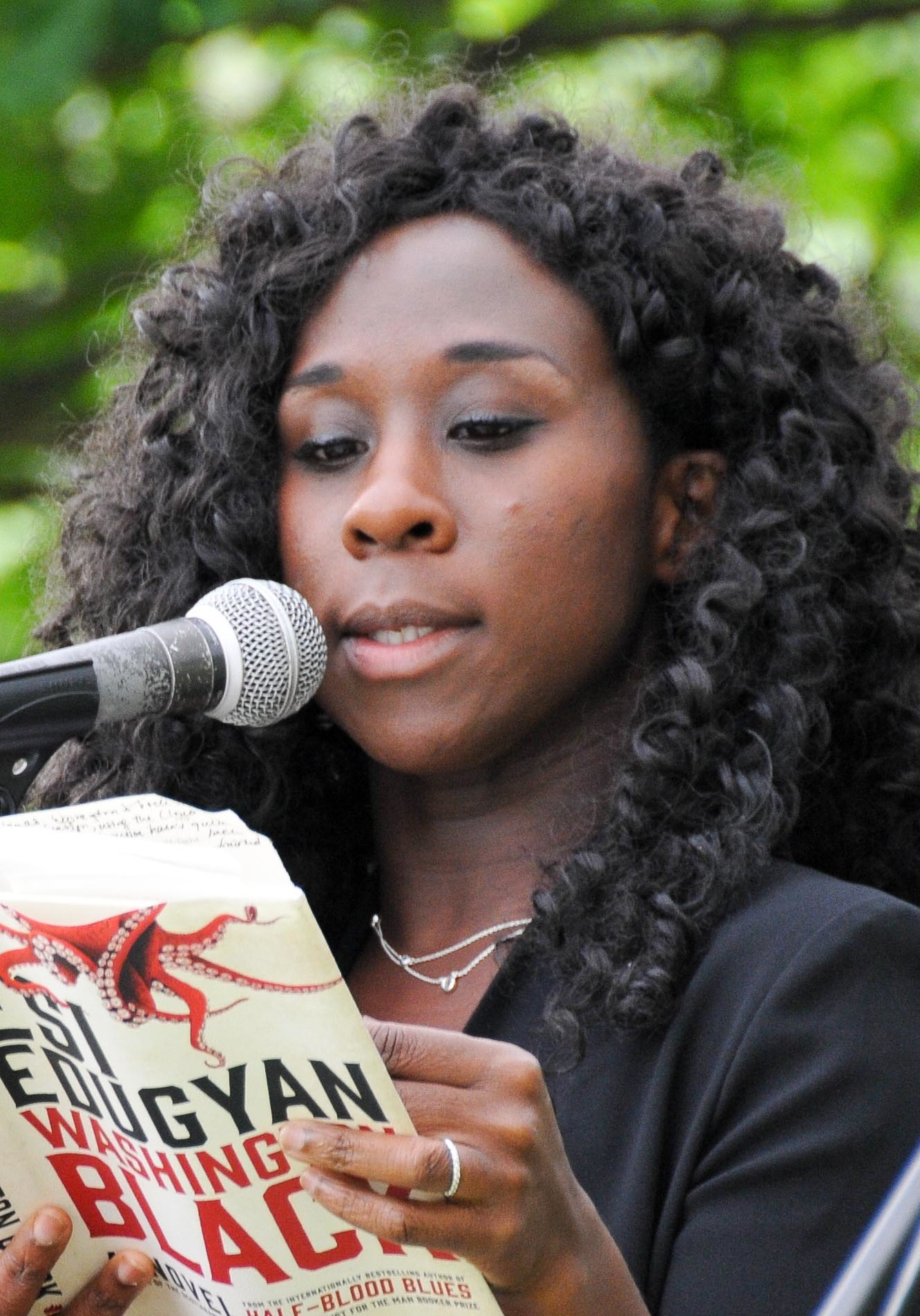
Esi Edugyan mit ihrem Buch Washington Black (2018)

Esi Edugyan (* 1978 in Calgary, Alberta) ist eine kanadische Schriftstellerin, die mehrere renommierte Literaturpreise gewann. So bekam sie für ihren zweiten Roman Half-Blood Blues 2011 den Scotiabank Giller Prize und 2012 den zu den BC Book Prizes gehörenden Ethel Wilson Fiction Prize sowie den Anisfield-Wolf Book Award.

## Leben
Esi Edugyan wurde 1978 in Calgary als Tochter von Einwanderern aus Ghana geboren. Der Vater Kweku kam nach Kanada, um dort seine Postdoktorandenzeit zu absolvieren und arbeitete in Alberta als Wirtschaftsanalytiker für die Gemeindeverwaltung, die Mutter als Krankenschwester in der Geriatrie. Später sollte der Vater als Elektrotechniker arbeiten. Esi Edugyan hat zwei ältere Geschwister, eine Schwester, die als Personal Trainer arbeitet, und einen Bruder, der CAD studierte. In Calgary wuchs Edugyan auf und studierte zunächst ab 1996 für ein Semester Journalistik. Daraufhin wechselte sie aufgrund ihrer Schüchternheit zu Anglistik und Kreatives Schreiben bei Jack Hodgins an der University of Victoria, wo sie auch ihren späteren Ehemann kennenlernte, und der Johns Hopkins University. Weitere Dozenten waren Patrick Lane und Bill Gaston, die ebenfalls ihr Talent entdeckten. 2001 publizierte sie eine Kurzgeschichtensammlung mit dem Titel The bone house and other stories, die auch gleichzeitig ihre Magisterarbeit darstellte.
Drei Jahre später veröffentlichte sie ihren Debütroman, The Second Life of Samuel Tyne, in dem sie das Immigrantenleben des gebürtigen Ghanaers Tyne in Kanada beschrieb. Außerdem hatte sie ein Stipendium am Fine Arts Work Center in Provincetown und an der Akademie Schloss Solitude in Stuttgart.
Obwohl sie für ihr Erstlingswerk einige gute Kritiken erhielt, hatte Edugyan zunächst Schwierigkeiten einen Verlag für ihr zweites Manuskript zu finden. Der ursprünglich damit betraute Verlag, Key Porter Books, bekam finanzielle Schwierigkeiten. So überlegte sie sich gegebenenfalls Jura zu studieren, um dann für einige Fellowships bzw. Stipendien nach Island, Frankreich, Deutschland und Ungarn zu gehen. Der Aufenthalt als Writer in Residence in Stuttgart, wo sie auch Deutsch studierte, inspirierte sie zu ihrem Roman Half-Blood Blues, über den gemischtrassigen Jazztrompeter Hieronymus Falk, der zusammen mit den Hot-Time Swingers im Berlin der späten 1930er Jahre heimlich in den Kellerkneipen die verbotene „farbige Musik“ des Swing spielt. Als Sohn einer deutschen und eines afrikanischen Vaters ist er zusätzlich von einer Verhaftung durch die Gestapo bedroht. Mit dem Auftauchen der attraktiven US-Amerikanerin Delilah, die die Truppe um Hiero nach Paris zu Louis Armstrong zwecks einer Musikaufnahme einladen möchte, scheinen dessen Zukunftsträume wahr zu werden – bis sie von den politischen Ereignisse eingeholt werden. Hiero wird 1940 von den Nationalsozialisten verhaftet und verschwindet spurlos. 50 Jahre später erinnert sich Hieros einstiger Freund und Kollege Sid, der selbst inzwischen auf eine erfolgreiche Karriere zurückblicken kann, an die Geschehnisse zurück und lässt sie in einer Mischung von Deutsch-Englischem Slang Revue passieren.
Bei ihrer Arbeit strich Edugyan den Einfluss und die Unterstützung von Künstlern in Europa positiv hervor: „The Europeans, especially the Germans and the French, are just amazing at supporting their artists, (...) [Artists] are almost hallowed.“ – Die Europäer, speziell die Deutschen und Franzosen, sind erstaunlich beim Unterstützen ihrer Künstler. Diese werden meist verehrt.“ Über die deutsche Kultur urteilte sie enthusiastisch: „There are so many amazing things about the country: its reverence for the arts; its reverence for beauty and thought; the strains of philosophy. And the landscape: it’s extremely beautiful. (...) Germany has such a heavy history.” – „Da sind so einige erstaunliche Dinge bei diesem Land: seine Referenzen gegenüber den Künsten, seine Referenzen an die Schönheit und das Denken; seine Grundzüge der Philosophie. Und die Landschaft: sie ist extrem schön. (...) Deutschland hat eine derart schwerwiegende Geschichte.“
Half-Blood Blues, (dt. Spiel's noch einmal) der 2011 erschien, stand nach einheitlich positiven Kritikerstimmen auf der Shortlist des Man Booker Prize, Scotiabank Giller Prize, Rogers Writers’ Trust Fiction Prize und des Governor General's Award for English language fiction.
Zusammen mit Patrick deWitt war sie die einzige Schriftstellerin, die auf allen vier Auswahllisten zu finden war. Am 8. November 2011 gewann sie den Giller Prize für Half-Blood Blues. Dabei wurde sie bei der Preisverleihung von Popsängerin Nelly Furtado vorgestellt. Die Jury fand eine bildhafte Begründung für die Preisvergabe an das Werk, das sie mit Louis Armstrongs West End Blues verglichen: „Imagine Mozart were a black German trumpet player and Salieri a bassist, and 18th century Vienna were WWII Paris; that's Esi Edugyan's joyful lament, Half-Blood Blues. It's conventional to liken the prose in novels about jazz to the music itself, as though there could be no higher praise. In this case, say rather that any jazz musician would be happy to play the way Edugyan writes.“ – „Stellen sie sich vor, dass Mozart ein schwarzer deutscher Trompeter und Salieri ein Bassist wären, das Wien des 18. Jahrhunderts wäre das Paris während des Zweiten Weltkriegs. Es ist schon ein Gemeinplatz, dass man die Prosa in Roman über die Jazzmusik mit gerade dem Wesen dieser Musik vergleicht, als ob es keine höhere Würdigung geben würde. In diesem Fall, wäre wohl jeder Jazzmusiker froh, wenn er so musizieren würde wie Edugyan schreibt.“
Darüber hinaus war das Buch ebenso wie deWitts The Sisters Brothers für den Walter Scott Prize 2012 für Historische Romane nominiert.  Dort vermochte es nicht die Jury zu überzeugen, gewann aber den zu den BC Book Prizes gehörenden Ethel Wilson Fiction Prize und Anisfield-Wolf Book Award. Dabei war ihr Mann ebenfalls für den Ethel Wilson Fiction Prize nominiert, was ebenfalls in der literarischen Welt Kanadas ein Novum darstellte.
Ihre Bücher wurden bis dato ins Deutsche, Niederländische und Ungarische übersetzt, wobei ihr Debütroman nicht ins Deutsche, aber ihre Kurzgeschichtensammlung und ihr zweiter Roman ins Deutsche übertragen wurden.
Edugyan lebt in Victoria, British Columbia, zusammen mit ihrem Mann, dem Schriftsteller und Dichter Steven Price, sowie ihrer Tochter, die 2011 geboren wurde. Sie unterrichtet Kreatives Schreiben an der University of Victoria. Im Jahr 2023 war sie Vorsitzende der Booker-Prize-Jury, die Paul Lynchs dystopischen Roman Prophet Song die Auszeichnung zuerkannte.

## Rezensionen
Positiv
- „Half-Blood Blues itself represents a kind of flowering-that of a gifted storyteller.“[15] – „Half-Blood Blues präsentiert sich selbst als eine Art Blüte einer begabten Erzählerin.“
- „...a stunning, powerful read, a compelling story brilliantly told.“ (Quill and Quire)[16][17] – „... betäubend, kraftvoll zu lesen, eine fesselnde Geschichte, die brilliant erzählt wird.“

Differenzierend
- „And that's it: the Afro-German story is once again sidelined. In spite of this, Edugyan really can write, and the final chapter is redemptive. But if it's an Afro-German story you're after, then Hans Massaquoi's extraordinary Destined to Witness: Growing up Black in Nazi Germany is a good place to start“.[18] – „Und das ist der Punkt: die Afro-Deutsche Geschichte wird erneut an die Seite gedrängt. Nichtsdestoweniger kann Edugyan wirklich schreiben und das Schlusskapitel ist überwiegend. Aber wenn man wirklich eine Afro-Deutsche Geschichte lesen möchte, ist Hans Massaquois außerordentliches Neger, Neger, Schornsteinfeger der richtige Startplatz.“
- „Though "Half-Blood Blues" is a jazz book, its greatest strength lies more in the rhythms of its conversations and Griffiths' pitch-perfect voice than in any musical exchanges.“[19] – „Auch wenn "Half-Blood Blues" ein Jazz-Buch ist, seine größte Stärke liegt mehr im Rhythmus seiner Konversation und Griffiths perfekt getroffenen Stimme als in irgendeiner musikalischen Wiedergabe.“

## Werke
Kurzgeschichten:
- The bone house and other stories. Thesis (M.A.), Johns Hopkins University, 2001.
  - Diese Fremden. Kurzgeschichten. Übers. Bettina Obrecht. Merz & Akademie Schloss Solitude, Stuttgart 2007, ISBN 978-3-937158-27-3
- Dreaming of elsewhere: Observations on home.[20]

Romane:
- The Second Life of Samuel Tyne. Amistad, New York 2004, ISBN 0-06-073603-8
- Half-Blood Blues. Thomas Allen Publishers, 2011, ISBN 978-0-88762-741-5
  - Spiel's noch einmal. Aus dem Englischen von Peter Knecht. Insel, Berlin 2011, ISBN 978-3-458-35783-4
- Washington Black. HarperCollins 2018, ISBN 978-1-4434-2338-0
  - Übers. Anabelle Assaf: Washington Black. Eichborn, Frankfurt 2020

Artikel:
- The Mosque at Larabanga. In: Literary Review, 52, 2, 2009, S. 117 f.

Essaysammlung:
- Out of the Sun: Essays at the Crossroads of Race. Serpent’s Tail, London 2022, ISBN 978-1-78816-990-5.

## Auszeichnungen und Nominierungen
- 2006: Shortlist Hurston/Wright Legacy Award mit The Second Life of Samuel Tyne[21]
- 2011: Shortlist Man Booker Prize mit Half-Blood Blues[22]
- 2011: Finalist beim Governor General’s Award for Fiction mit Half-Blood Blues
- 2011: Finalist beim Rogers Writers’ Trust Fiction Prize mit Half-Blood Blues
- 2011: Scotiabank Giller Prize für Half-Blood Blues
- 2012: Shortlist Orange Prize for Fiction mit Half-Blood Blues[23]
- 2012: Shortlist Walter Scott Prize for historical fiction mit Half-Blood Blues
- 2012: Ethel Wilson Fiction Prize für Half-Blood Blues
- 2012: Anisfield-Wolf Book Award für Half-Blood Blues
- 2018: Shortlist Man Booker Prize mit Washington Black
- 2018: Scotiabank Giller-Preis für Washington Black
- 2019: Aufnahme in die Anthologie New Daughters of Africa von Margaret Busby